# 苏珊·卡茨
苏珊·卡茨（英語：Susan Katz，1978年11月12日—），美国女子田径、篮球运动员。她曾代表美国参加1996年和2004年夏季残疾人奥林匹克运动会，其中2004年夏季残奥会获得一枚金牌。